# Рој Емерсон
Рој Стенли Емерсон (енгл. Roy Stanley Emerson; 3. новембар 1936; Блекбут, Квинсленд) је бивши аустралијски тенисер. У каријери је освојио 12 гренд слем титула у појединачној конкуренцији (по томе је на петом месту вечите листе, иза Роџера Федерера, Рафаела Надала, Новака Ђоковића и Пита Сампраса) и 16 у конкуренцији мушких парова. Емерсон је четврти тенисер у историји који је успео да освоји сва четири гренд слем турнира у току каријере. Сматра се једним од најбољих тенисера свих времена.

## Тениска каријера
Први гренд слем турнир који је Емерсон освојио био је у конкуренцији парова, на Вимблдону 1959. године. Први гренд слем у појединачној конкуренцији освојио је 1961. на Првенству Аустралије (тадашњем називу за Отворено првенство Аустралије). Емерсон је касније освојио још пет узастопних титула на овом турниру, од 1963. до 1967. године. Са укупно шест, дели рекорд по броју победа на аустралијском гренд слему са српским тенисером Новаком Ђоковићем. Године 1961. освојио је још један гренд слем, Првенство САД.
Године 1962. Емерсон је изгубио три финала на гренд слем турнирима од Рода Лејвера. Лејвер је те године постао други, и до данас последњи, играч који је освојио календарски гренд слем (сва четири у једној години).
Године 1963. Емерсон је успео да прошири своју колекцију гренд слемова, освојивши Ролан Гарос. Следеће године је освојио три од четири гренд слема, укључујући и Вимблдон, чиме је комплетирао титуле са четири највећа тениска турнира. Тај успех нико после њега није поновио преко тридесет година, када је то напокон пошло за руком Андреу Агасију 1999. године. Током 1964. године Емерсон је добио 55 узастопних мечева и имао укупан однос победа и пораза 109:4 (94,78%). У том периоду није постојала АТП листа, већ су тенисери сваке године проглашавани светским бројевима један по резултатима из исте. Емерсон је проглашен бројем један 1964. и 1965. године.
Емерсон се повредио током меча на Вимблдону 1966. године, када је проклизавши ударио раменом у судијску столицу. То га је спречило да одбрани титулу. Последњи гренд слем турнир који је освојио у појединачној конкуренцији био је Ролан Гарос 1967. године. Овом победом Емерсон је постао први тенисер који је освојио сваки гренд слем бар двапут. До данас његов успех је поновио само Род Лејвер. Емерсон је такође постигао рекорд освојивши десет узастопних финала гренд слемова у којима је играо.
Последњу титулу у конкуренцији парова Емерсон је освојио заједно са Родом Лејвером на Вимблдону 1971. године. Тиме је Емерсон стекао укупно 28 гренд слем титула (рачунајући и појединачну конкуренцију и парове), што је до данас остао рекорд у мушкој конкуренцији.
Емерсон је био члан Дејвис куп репрезентације Аустралије у рекордних осам узастопних година када су освајали ово такмичење, од 1959. до 1967. године.
Своју последњу, 105. титулу у каријери, Емерсон је освојио 1973. године у Сан Франциску. На том турниру је победио Артура Еша и Бјерна Борга. Касније је почео ређе да се појављује на турнирима. Последњи турнир одиграо је у Гштаду 1983. године. Примљен је у Тениску кућу славних годину дана раније.
Највећи Емерсонов ривал био је Род Лејвер. Њих двојица су играли 67 пута, а Лејвер је победио у 49 мечева. Овако слаб Емерсонов учинак може се објаснити чињеницом да је Лејвер постао професионалац 1962, док је Емерсон остао аматер до 1968. године. То им је онемогућило да играју један против другог у периоду кад су обојица били на врхунцима каријере. Суочили су се у пет гренд слем финала, од којих је Лејвер добио три. Њих двојица су такође били партнери на више гренд слемова у конкуренцији парова. Освојили су Ролан Гарос 1961, Отворено првенство Аустралије 1969. и Вимблдон 1971. године. Емерсон и Лејвер су били и остали најуспешнији аустралијски тенисери, и једни од најуспешнијих играча свих времена.

## Каснији живот
Емерсон тренутно живи у Њупорт Бичу у Калифорнији. Поседује кућу у Гштаду где сваког лета организује тениске догађаје. Главна арена тениског комплекса у Гштаду добила је име у његову част. Емерсонов син Ентони се кратко бавио професионалним тенисом и њих двојица су освојили тениски турнир парова за очеве и синове у САД 1978. године.
Емерсон се такође бавио тренирањем других тенисера, укључујући Пета Кеша и Кима Ворвика.

## Гренд слем финала

### Појединачно 15 (12:3)
| Исход  | Година | Турнир               | Подлога | Противник у финалу | Резултат у финалу       |
| Победа | 1961.  | Првенство Аустралије | Трава   | Род Лејвер         | 1:6, 6:3, 7:5, 6:4      |
| Победа | 1961.  | Првенство САД        | Трава   | Род Лејвер         | 7:5, 6:3, 6:2           |
| Пораз  | 1962.  | Првенство Аустралије | Трава   | Род Лејвер         | 6:8, 6:0, 4:6, 4:6      |
| Пораз  | 1962.  | Ролан Гарос          | Шљака   | Род Лејвер         | 6:3, 6:2, 3:6, 7:9, 2:6 |
| Пораз  | 1962.  | Првенство САД        | Трава   | Род Лејвер         | 2:6, 4:6, 7:5, 4:6      |
| Победа | 1963.  | Првенство Аустралије | Трава   | Кен Флечер         | 6:3, 6:3, 6:1           |
| Победа | 1963.  | Ролан Гарос          | Шљака   | Пјер Дармен        | 3:6, 6:1, 6:4, 6:4      |
| Победа | 1964.  | Првенство Аустралије | Трава   | Фред Стол          | 6:3, 6:4, 6:2           |
| Победа | 1964.  | Вимблдон             | Трава   | Фред Стол          | 6:4, 12:10, 4:6, 6:3    |
| Победа | 1964.  | Првенство САД        | Трава   | Фред Стол          | 6:2, 6:2, 6:4           |
| Победа | 1965.  | Првенство Аустралије | Трава   | Фред Стол          | 7:9, 2:6, 6:4, 7:5, 6:1 |
| Победа | 1965.  | Вимблдон             | Трава   | Фред Стол          | 6:2, 6:4, 6:4           |
| Победа | 1966.  | Првенство Аустралије | Трава   | Артур Еш           | 6:4, 6:8, 6:2, 6:3      |
| Победа | 1967.  | Првенство Аустралије | Трава   | Артур Еш           | 6:4, 6:1, 6:1           |
| Победа | 1967.  | Ролан Гарос          | Шљака   | Тони Роуч          | 6:1, 6:4, 2:6, 6:2      |

### Парови 28 (16:12)
| Исход        | Година | Турнир               | Подлога | Партнер        | Противници у финалу               | Резултат у финалу           |
| Пораз        | 1958.  | Првенство Аустралије | Трава   | Роберт Марк    | Ешли Купер Нил Фрејзер            | 5:7, 8:6, 6:3, 3:6, 5:7     |
| Пораз        | 1959.  | Ролан Гарос          | Шљака   | Нил Фрејзер    | Никола Пјетранђели Орландо Сирола | 3:6, 2:6, 12:14             |
| Победа       | 1959.  | Вимблдон             | Трава   | Нил Фрејзер    | Род Лејвер Роберт Марк            | 8:6, 6:3, 14:16, 9:7        |
| Победа       | 1959.  | Првенство САД        | Трава   | Нил Фрејзер    | Ерл Бакхолц Алекс Олмедо          | 3:6, 6:3, 5:7, 6:4, 7:5     |
| Пораз        | 1960.  | Првенство Аустралије | Трава   | Нил Фрејзер    | Род Лејвер Роберт Марк            | 6:1, 2:6, 4:6, 4:6          |
| Победа       | 1960.  | Ролан Гарос          | Шљака   | Нил Фрејзер    | Хосе-Луис Ариља Андрес Химено     | 6:2, 8:10, 7:5, 6:4         |
| Победа       | 1960.  | Првенство САД        | Трава   | Нил Фрејзер    | Род Лејвер Роберт Марк            | 9:7, 6:2, 6:4               |
| Пораз        | 1961.  | Првенство Аустралије | Трава   | Марти Малиган  | Род Лејвер Роберт Марк            | 3:6, 5:7, 6:3, 11:9, 2:6    |
| Победа       | 1961.  | Ролан Гарос          | Шљака   | Род Лејвер     | Роберт Хау Роберт Марк            | 3:6, 6:1, 6:1, 6:4          |
| Победа       | 1961.  | Вимблдон             | Трава   | Нил Фрејзер    | Боб Хјуит Фред Стол               | 6:4, 6:8, 6:4, 6:8, 8:6     |
| Победа       | 1962.  | Првенство Аустралије | Трава   | Нил Фрејзер    | Боб Хјуит Фред Стол               | 4:6, 4:6, 6:1, 6:4, 11:9    |
| Победа       | 1962.  | Ролан Гарос          | Шљака   | Нил Фрејзер    | Вилхелм Бунгерт Кристијан Кунке   | 6:3, 6:4, 7:5               |
| Победа       | 1963.  | Ролан Гарос          | Шљака   | Маноло Сантана | Гордон Форбс Ејб Сигал            | 6:2, 6:4, 6:4               |
| Пораз        | 1964.  | Првенство Аустралије | Трава   | Кен Флечер     | Боб Хјуит Фред Стол               | 4:6, 5:7, 6:3, 6:4, 12:14   |
| Победа       | 1964.  | Ролан Гарос          | Шљака   | Кен Флечер     | Џон Њуком Тони Роуч               | 7:5, 6:3, 3:6, 7:5          |
| Пораз        | 1964.  | Вимблдон             | Трава   | Кен Флечер     | Боб Хјуит Фред Стол               | 5:7, 9:11, 4:6              |
| Пораз        | 1965.  | Првенство Аустралије | Трава   | Фред Стол      | Џон Њуком Тони Роуч               | 6:3, 6:4, 11:13, 3:6, 4:6   |
| Победа       | 1965.  | Ролан Гарос          | Шљака   | Фред Стол      | Кен Флечер Боб Хјуит              | 6:8, 6:3, 8:6, 6:2          |
| Победа       | 1965.  | Првенство САД        | Трава   | Фред Стол      | Френк Фрелинг Чарлс Пасарел       | 6:4, 10:12, 7:5, 6:3        |
| Победа       | 1966.  | Првенство Аустралије | Трава   | Фред Стол      | Џон Њуком Тони Роуч               | 7:9, 6:3, 6:8, 14:12, 12:10 |
| Победа       | 1966.  | Првенство САД        | Трава   | Фред Стол      | Кларк Гребнер Денис Ролстон       | 6:4, 6:4, 6:4               |
| Пораз        | 1967.  | Ролан Гарос          | Шљака   | Кен Флечер     | Џон Њуком Тони Роуч               | 3:6, 7:9, 10:12             |
| Пораз        | 1967.  | Вимблдон             | Трава   | Кен Флечер     | Боб Хјуит Фру Макмилан            | 2:6, 3:6, 4:6               |
| ↓ Опен ера ↓ |        |                      |         |                |                                   |                             |
| Пораз        | 1968.  | Ролан Гарос          | Шљака   | Род Лејвер     | Кен Роузвол Фред Стол             | 3:6, 4:6, 3:6               |
| Победа       | 1969.  | Првенство Аустралије | Трава   | Род Лејвер     | Кен Роузвол Фред Стол             | 6:4, 6:4                    |
| Пораз        | 1969.  | Ролан Гарос          | Шљака   | Род Лејвер     | Џон Њуком Тони Роуч               | 6:4, 1:6, 6:3, 4:6, 4:6     |
| Пораз        | 1970.  | Првенство САД        | Трава   | Род Лејвер     | Пјер Барте Никола Пилић           | 3:6, 6:7, 6:4, 6:7          |
| Победа       | 1971.  | Вимблдон             | Трава   | Род Лејвер     | Артур Еш Денис Ролстон            | 4:6, 9:7, 6:8, 6:4, 6:4     |

### Мешовити парови 2 (0:2)
| Исход | Година | Турнир               | Подлога | Партнерка        | Противници у финалу       | Резултат у финалу |
| Пораз | 1956.  | Првенство Аустралије | Трава   | Мери Бивис Хотон | Берил Пенроуз Нил Фрејзер | 2:6, 4:6          |
| Пораз | 1960.  | Ролан Гарос          | Шљака   | Ен Хејдон Џоунс  | Марија Буено Роберт Хау   | 6:1, 1:6, 2:6     |